# 瑞穂市巣南公民館
瑞穂市巣南公民館（みずほすなみこうみんかん）は、岐阜県瑞穂市にある複合施設（公民館）である。
単に巣南公民館とも称する。

## 概要
- 1977年（昭和52年）に本巣郡巣南町の「巣南町公民館」として開館。2003年（平成15年）に穂積町と巣南町が合併し瑞穂市が発足と同時に瑞穂市巣南公民館に改称した。
- 幾度か（1979年・1980年・2012年）増築が行われている。1994年（平成6年）にはふれあいホール（巣南公民館西棟）が完成している。

## 施設
- 多目的ホール
- ふれあいホール
- ロビー
- 講義室（1・2）
- 研修室（1・2）
- 和室研修室（1・2）
- 調理室

## 利用案内
- 利用時間 : 9:00 - 21:30
- 休館日 : 年末年始（12月29日～1月3日）

## 交通アクセス
- 樽見鉄道「十九条駅」下車、徒歩約20分。
- みずほバス十九条・古橋線「巣南庁舎」バス停より徒歩約2分。

## 周辺
- 瑞穂市役所巣南庁舎
- 瑞穂市立巣南中学校
- 瑞穂市図書館分館
- 瑞穂市老人福祉センター
- 巣南郵便局
- JAぎふ巣南